# Mini Scamp

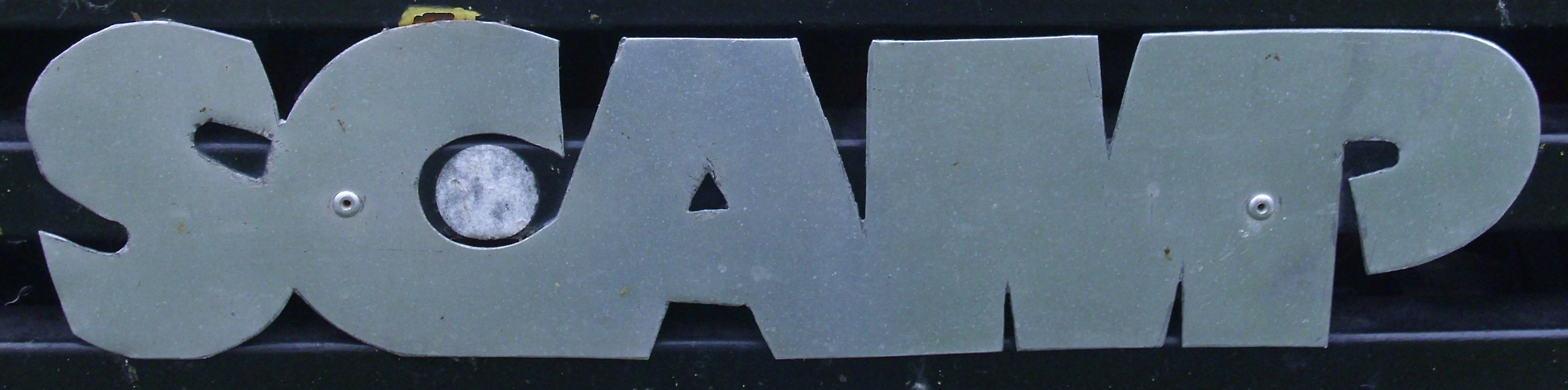
Emblem

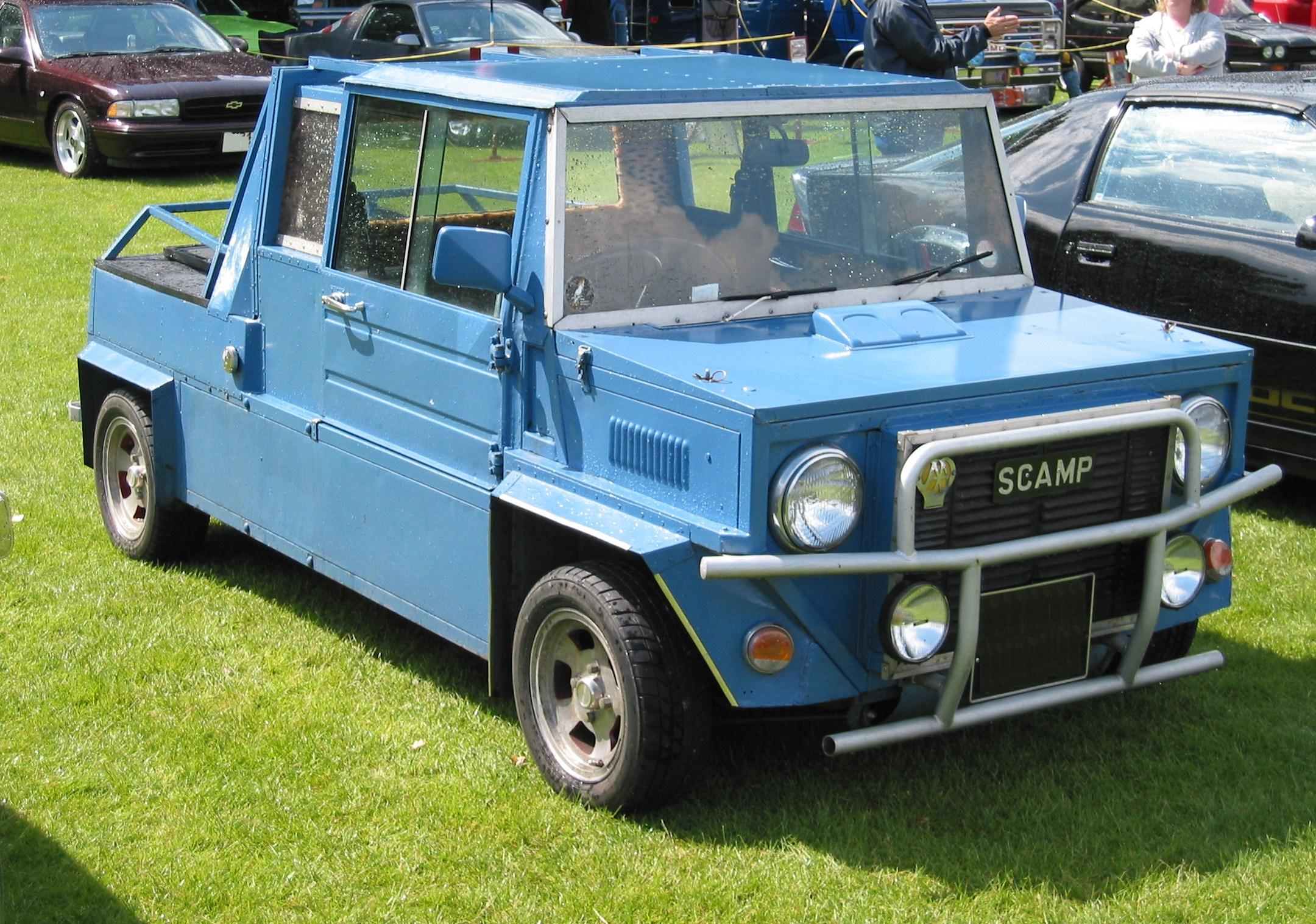
Scamp Mk 2 als Pick-up …

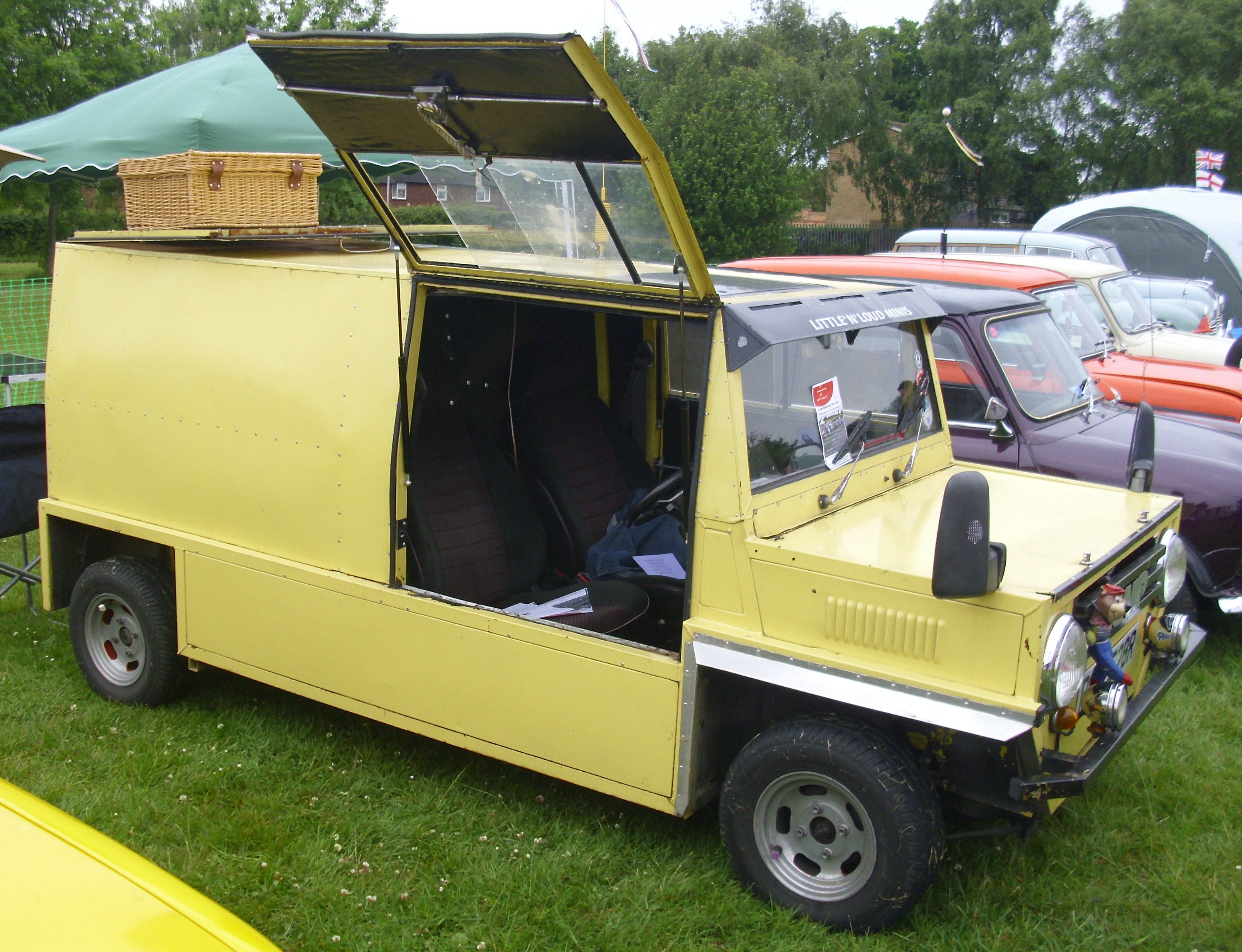
… und als Kastenwagen mit Flügeltüren.

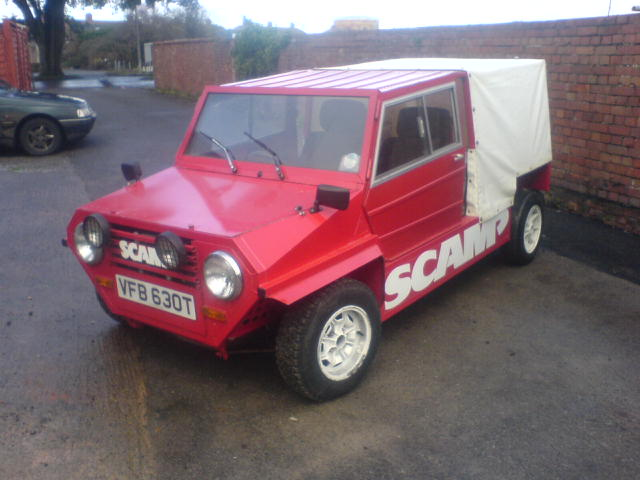
Scamp Mk 3

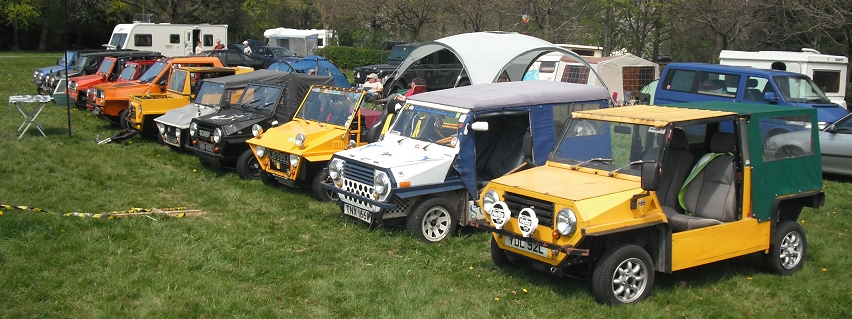
Eine Reihe von Scamp

Scamp, anfangs Mini Scamp genannt, ist eine britische Automarke.

## Markengeschichte
Robert Mandry gründete 1969 das Unternehmen Miller Mandry in Reading in der Grafschaft Berkshire. In Anzeigen des Unternehmens taucht auch die Firmierung Miller Mandry Sales Division auf. Daneben wird noch ein Partner Miller genannt. Sie begannen mit der Produktion von Automobilen und Kits. Der Markenname lautet Scamp.
Als Miller 1974 ausstieg, zog Mandry nach Woking in Surrey und benannte das Unternehmen in Robert Mandry Scamps um. Es wird auch die Firmierung Connaught Garage Limited genannt. Unklar ist die Verbindung zur Connaught Garage Brookwood Limited, die am 5. Dezember 1985 gegründet wurde, seit 30. November 1991 von Maurice Robert Mandry (geboren 1943) geleitet wird und ihren Sitz in Woodham bei Addlestone in Surrey hat.
1987 übernahm Andrew MacLean das Unternehmen, benannte es in The Scamp Motor Company um und verlegte den Firmensitz nach East Grinstead in West Sussex. Seit 1989 heißt das Unternehmen Scamp Motor Company und hat seinen Sitz in Rowfant bei Crawley in West Sussex. Zwischen 2005 und 2014 ruhte die Produktion. Insgesamt entstanden bisher über 3000 Fahrzeuge.

## Fahrzeuge
Das erste Modell war der Mk 1. Die Basis bildete ein selbst entwickelter Semi-Spaceframe-Rahmen aus Rohren mit Hilfsrahmen vom Mini. Zur Wahl standen Ausführungen mit vier und mit sechs Rädern. Die Karosserie bestand aus Paneelen aus Aluminium. Viele Fahrzeuge waren Strandwagen im Stile des Mini Moke. Daneben gab es Kombis, Kastenwagen und Pick-ups. Die Motorhaube war relativ niedrig, die Scheinwerfer darunter angeordnet, allerdings nicht ganz außen, da die Front abgeschrägt war. Zusätzliche Scheinwerfer auf der Motorhaube waren möglich. Zwischen 1969 und 1977 entstanden etwa 700 Fahrzeuge.
Der Nachfolger Mk 2 stand von 1977 bis 2000 im Angebot. Er fand etwa 2000 Käufer. Die Front war eckiger gestaltet. Die Motorhaube war höher. Die Scheinwerfer waren nun oberhalb der Schräge und somit weiter außen platziert. Die Vielfalt an Karosserieaufbauten blieb unverändert bestehen.
Der Mk 3 ergänzte zwischen 1990 und 1998 das Sortiment. Der Aufbau bestand nun teilweise aus Rohren. Die Front war abermals geändert worden. Die Scheinwerfer rückten etwas nach innen und waren unter einer Schrägen. Von diesem Modell entstanden etwa 275 Fahrzeuge. Das Unternehmen nennt im gleichen Abschnitt auch den GT 3.
Von 1995 bis 2005 gab es den Mk 4x4. Er basierte auf dem Suzuki SJ und hatte Allradantrieb. Dieses Modell fand etwa 25 Käufer.
Vom Grass Tracker entstanden zwischen 1993 und 1998 etwa drei Fahrzeuge. Anstelle einer Karosserie sorgten Rohre für etwas Stabilität und Überrollschutz.
Der Rowfant erschien 2001. Die Basis bildete wahlweise ein Suzuki SJ 410, SJ 413, Samurai oder Santana. Darauf wurde eine offene Karosserie aus Aluminium montiert. Das Fahrzeug ähnelte einem Roadster der 1920er Jahre. Obwohl bis 2003 angeboten, ist nur ein Exemplar überliefert.
Das Unternehmen nennt außerdem den RTV, kurz für Rough Terrain Vehicle. Es ist ein Nutzfahrzeug mit Pritsche und geländegängig. Die Motoren stammen erneut vom Mini oder vom Mini Metro.